# Bisdom Caacupé

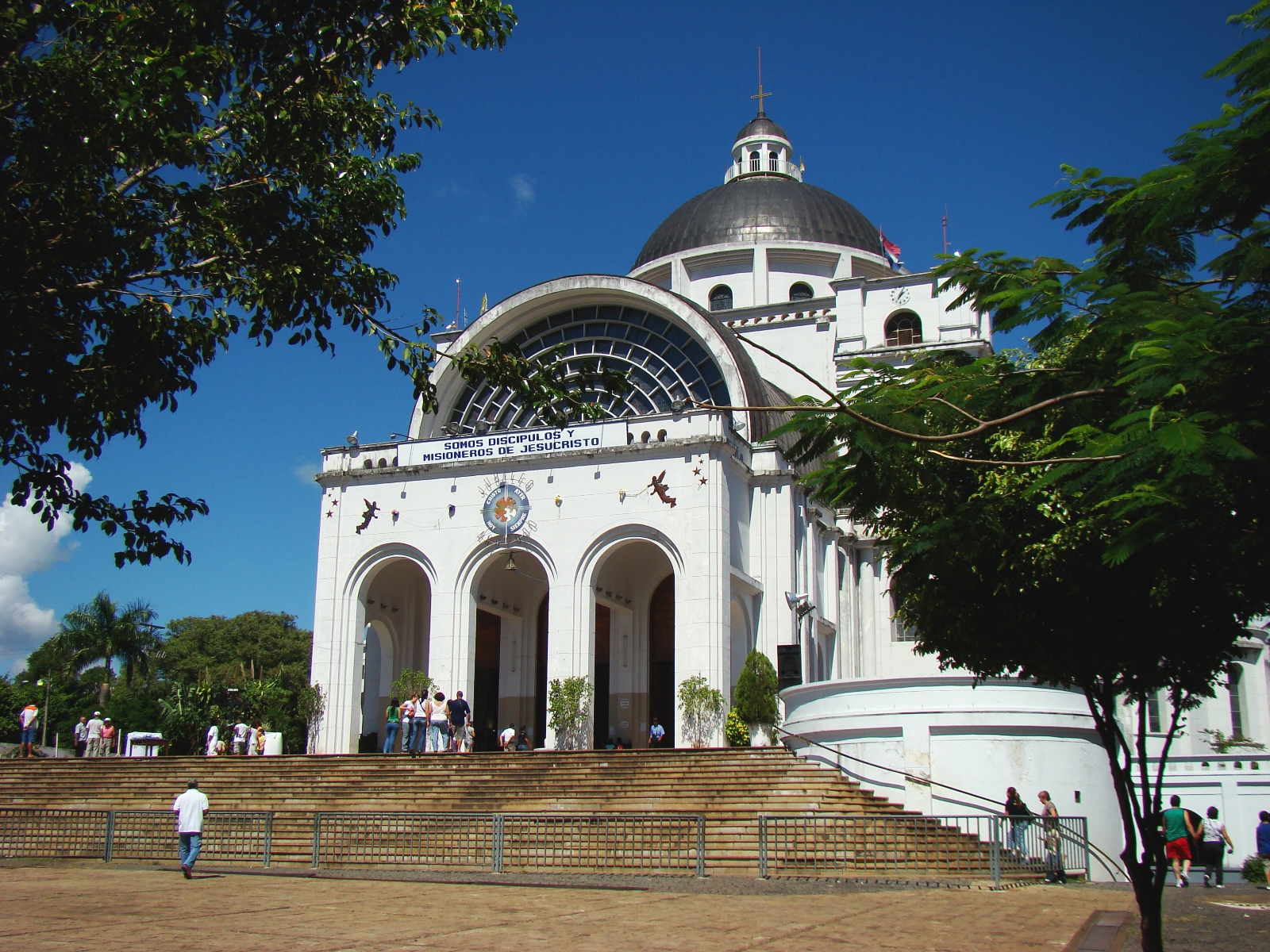
De kathedrale basiliek Nuestra Señora de los Milagros van Caacupé

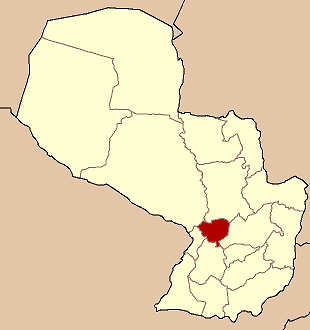
Het bisdom binnen Paraguay

Het bisdom Caacupé (Latijn: Diocesis Caacupensis) is een rooms-katholiek bisdom met als zetel Caacupé in Paraguay. Het bisdom is suffragaan aan het aartsbisdom Asunción. 
In 1960 werd de territoriale prelatuur Caacupé opgericht. Dit werd in 1967 een bisdom.
In 2021 telde het bisdom 22 parochies. Het bisdom heeft een oppervlakte van 4.948 km² en telde in 2021 311.000 inwoners die nagenoeg allemaal rooms-katholiek waren. 

## Bisschoppen
- Ismael Blas Rolón Silvero, S.D.B. (1960-1970)
- Demetrio Ignacio Aquino Aquino (1971-1994)
- Catalino Claudio Giménez Medina, P. Schönstatt (1995-2017)
- Ricardo Jorge Valenzuela Rios (2017-)